# Baimak
Baimak (russisch Байма́к, baschkirisch Баймаҡ/Bajmaq) ist eine Stadt in der Republik Baschkortostan (Russland) mit 17.710 Einwohnern (Stand 14. Oktober 2010).

## Geographie
Die Stadt liegt an der Ostflanke des Südlichen Ural, etwa 490 km südlich der Republikhauptstadt Ufa am Tanalyk, einem rechten Nebenfluss des Ural.
Baimak ist der Oblast administrativ direkt unterstellt und zugleich Verwaltungszentrum des gleichnamigen Rajons.

## Geschichte
Baimak entstand 1913 als Siedlung bei einem Gold- und Kupferbergwerk und erhielt 1938 Stadtrecht.
Nachdem ein Gericht den baschkirischen Aktivisten Fail Alsynow zu vier Jahren Gefängnis verurteilt hatte, protestierten im Januar 2024 in Baimak einige Tausend Demonstranten für seine Freilassung und es kam zu gewalttätigen Auseinandersetzungen mit der Polizei. Nach Ansicht von Beobachtern handelte es sich um eine der größten Protestaktionen in Russland seit Beginn des Angriffskriegs gegen die Ukraine im März 2022. Danach wurden 70 der Demonstranten eingesperrt und nach Folter beging eine Selbstmord, einer starb daran und einer erlitt lebensbedrohliche Verletzungen.

### Bevölkerungsentwicklung
| Jahr | Einwohner |
| ---- | --------- |
| 1939 | 13.935    |
| 1959 | 11.335    |
| 1970 | 12.467    |
| 1979 | 13.453    |
| 1989 | 15.976    |
| 2002 | 17.223    |
| 2010 | 17.710    |

Anmerkung: Volkszählungsdaten